# Gobiodon quinquestrigatus
Gobiodon quinquestrigatus es una especie de peces de la familia de los Gobiidae en el orden de los Perciformes.

## Morfología
Los machos pueden llegar a alcanzar los 4,5 cm de longitud total.

## Distribución geográfica
Se encuentra desde las Filipinas hasta las Islas de la Sociedad, el sur del Japón, Australia Occidental y Tonga.

## Observaciones
Es inofensivo para los humanos.